# 조준희
조준희(영어: Cho Junhee, 1938년 3월 30일~2015년 11월 18일)는 대한민국의 변호사이다. 경상북도 상주에서 태어나 서울대학교 법학과를 졸업하고 제11회 고등고시에 합격하였다.  1963년부터 서울지법 등에서 판사로 근무하였으며 71년 변호사 개업을 하였다. 3·1 민주구국선언사건, 리영희·백낙청 교수 반공법 위반 사건, 동일방직·원풍모방시위 사건, 부천서 성고문사건, 김근태 고문사건, 서울 미국문화원 점거 농성 사건, 말지 보도지침사건 등 시국사건에서 부당한 공권력에 맞섰다. 1986년 고(故) 조영래 변호사와 민주사회를 위한 변호사모임의 전신인 정의실천법조인회(정법회)를 결성, 이후 민변의 초대 대표를 맡았다. 1994년 인권변호사로선 최초로 국민훈장 모란상을 받았으며 2003년 사법개혁위원회 위원장에 임명되었다. 2015년 11월 18일 오후 6시 지병으로 별세했다.

## 경력
- 2005년: 언론중재위원회 위원장
- 2003년: 사법개혁위원회 위원장
- 1988년: 제1대 민주사회를 위한 변호사모임 대표
- 1986년: 정의실천법조인회 설립
- 1963년: 서울민형사지방법원 판사